# Караченцов, Пётр Яковлевич
Пётр Я́ковлевич Кара́ченцов (14 августа 1907, Санкт-Петербург, Российская империя — 27 сентября 1998, Москва, Россия) — советский художник, художник-график, плакатист и иллюстратор; заслуженный художник РСФСР (1967). Член Союза художников СССР. Участник Великой Отечественной войны.
Отец актёра, народного артиста РСФСР Николая Караченцова (1944—2018).

## Биография
Пётр Яковлевич Караченцов родился 14 августа 1907 года в Санкт-Петербурге. Будучи по происхождению по отцу — из донского казачьего рода, а по матери — из дворянского рода, он выбрал для себя иное сословие — «сословие художников», хотя в юности пробовал начинать жизнь актёром в театре Вахтангова, по воспоминаниям его современников — «в театре ему прочили будущее».
В 1920-е годы начал рисовать плакаты.
В 1927—1931 годах учился во Вхутеине — в Московском институте изобразительных искусств у Л. Бруни, С. Герасимова, Д. Моора.
В 1930-х—1980-х годах сотрудничал в газетах «Правда», «Комсомольская правда», «Известия», «За индустриализацию»; в журналах «30 дней», «Рост», «Иностранная литература», «Юность», «Огонек» (получал неоднократные премии журнала за лучшие рисунки года).
Рисовал агитационные плакаты — антибуржуазные, антирелигиозные, антифашистские; плакаты на темы социалистического труда и спорта.
Иллюстрировал и оформлял книги для Воениздата, издательств «Молодая гвардия», «Советский писатель», «Правда» и др. Работал в станковой графике — портреты, пейзажи, рисунки, выполненные тушью, кистью, гуашью, акварелью, карандашом.
Когда началась Великая Отечественная война, он, занесённый в списки тех, кто должен быть эвакуирован из блокадного Ленинграда, через другой военкомат, где он не числился, призвался и ушёл добровольцем на фронт. Командовал ротой 82-мм миномётов, участвовал в битве за Сталинград и только после ранения на Курской дуге и выздоровления стал трудиться по специальности художником-военкором студии военных художников им. Грекова, совершал выезды на передовую, делая зарисовки с мест событий. Его рисунки «с передовой» публиковались в «Правде», «Известиях», «Советском воине»; ему принадлежат памятные агитационные антигитлеровские плакаты: «Урал — фронту» (1941), «Помогай фронту добить зверя в его берлоге» (1945).
С 1944 года работал в студии военных художников имени М. Грекова.
В послевоенные годы тесное сотрудничество с журналом «Огонёк» принесло Петру Яковлевичу Караченцову известность на всю страну. Он и ранее иллюстрировал книги, сотрудничая с издательствами «Советский писатель», «Молодая гвардия», «Воениздат», но наибольшую популярность ему принесли многотомные издания «Библиотеки „Огонька“», где с его иллюстрациями выходили собрания сочинений Конан Дойла, Синклера Льюиса, Теодора Драйзера, Тютчева, Вересаева, Мамина-Сибиряка и др.
В 1940-х—1960-х годах рисовал почтовые марки и маркированные конверты.
В последние годы жизни писал пейзажи. Посол Норвегии в России, говоря о талантливых работах Петра Караченцова, как-то заметил, что он «не знает ни одного другого художника, который бы с такой тонкостью и пониманием писал норвежские пейзажи…».
Скончался 27 сентября 1998 года. Похоронен в Москве на Хованском кладбище (участок 32н).

## Награды. Звания
- 1967 — почётное звание — заслуженный художник РСФСР
- 1985 — орден Отечественной войны I степени[2]
- 1945 — медаль «За боевые заслуги»
- 1945 — медаль «За оборону Сталинграда».

## Семья
- Сестра — Мария Яковлевна Караченцова (род. 1 августа 1909 года).Купченко (Рыморенко) Анна Валентиновна(род. 23 июля 1969 года). Мосина Виктория Сергеевна (род 09 мая 1992 года). Занимается психологической деятельностью в государственных сферах.
- Первая жена — Янина Евгеньевна Брунак (13 ноября 1913 — 1991), балетмейстер-постановщик, ставила спектакли в крупнейших музыкальных театрах, участвовала в постановке спектаклей в Большом театре, Казанском музыкальном театре, Музыкальном театре Улан-Батора в Монголии, вела балетное училище и организовала Первый национальный ансамбль Вьетнама, работала в Сирии, в Лондоне.
- Сын — Николай Петрович Караченцов (1944—2018) — советский и российский актёр. Народный артист РСФСР (1989).
- Сын — Пётр Петрович Караченцов (род. 7 апреля 1956, Москва) — советский и российский художник, график, иллюстратор книг[3].
- Внук — Андрей Николаевич Караченцов (род. 24 февраля 1978)[4][5] — окончил МГИМО, адвокат, генеральный директор Культурного фонда Николая Караченцова[6].